# レオン・ガーフィールド
レオン・ガーフィールド（Leon Garfield, 1921年7月14日 - 1996年6月2日）はイギリスの小説家。一般向けの作品も書くが、児童向けの歴史小説で有名である。著書は30冊を超える。サセックス州ブライトン出身。訳書によっては「リオン」ないし「リアン・ガーフィールド」とも表記。

## 経歴と作品
ユダヤ教徒の家庭に生まれる。ブライトンで中等教育を終えた後、リージェント・ストリート・ポリテクニック（現ウェストミンスター大学）に進み美術を学ぶ。しかし彼の勉学はまず貧窮によって、次いで第二次大戦の勃発によって中断された。1941年4月にレナ・リーア・デイヴィーズという女性と結婚するが、数ヶ月で別れた。第二次大戦では王立陸軍医療軍団に所属し、従軍した。配属先のベルギーで、傷病兵運搬車の運転手をしていたヴィヴィアン・アルコックと出会う。彼らは戦後（1948年）に結婚した。ヴィヴィアンはガーフィールドの作品に大きな影響を与え（『ねらわれたスミス』は彼女の原案作品である）、後に彼女自身も児童文学作家となった。ガーフィールドは、イズリントンにあるホイットン病院の生化学研究所での仕事を本業とし、副業作家として創作を始めた。充分な成功を遂げた1960年代からは専業作家となった。1964年、ガーフィールド夫婦は1人の乳児を養子にし、彼らの愛読するジェイン・オースティンにちなんでジェインと名づけた。
デビュー作の長編、海賊ものの"Jack Holborn"はコンスタブル社に大人向けの作品として持ち込まれた。しかし児童向け作品としての潜在的可能性を見出した編集者が、対象年齢を下げるリライトを要求。リライト版が1964年に刊行された。第二作『霧の中の悪魔』（1966年）は第一回ガーディアン賞を受賞し、テレビ化もされた。これはガーフィールドの冒険小説の典型で、18世紀を舞台にし、「卑しい生まれ」の主人公が危険な陰謀の渦中に巻き込まれる物語である。1967年の『ねらわれたスミス』も同傾向の作品で、掏りの若者スミスが最終的には裕福な一家の一員として受け入れられるまでを描いている。本作は20年後の1987年にフェニックス賞を受賞した。1968年の『ブラック・ジャック』（未訳）も若い徒弟を主人公とした同傾向の作品である。1970年から、ガーフィールドは別の方向に向かい始めた。エドワード・ブリッシェンとの合作『ギリシア神話物語』（1970年）はギリシア神話をリライトしたもので、イラストにはチャールズ・キーピング（Charles Keeping）を起用。カーネギー賞を受賞した。続編に『黄色の影』（1973年）がある。『少年鼓手』（1970）は冒険小説的であるが、道徳の問題に重点が置かれており、いくぶん年上の読者を対象に書かれたことは明らかである。その傾向は"The Prisoners of September (1975)"や"The Pleasure Garden (1976)"、"The Confidence Man (1976)"でも続いた。"The Strange Affair of Adelaide Harris (1972)"はブラック・コメディで、二人の少年が、赤ん坊（一方の少年の妹）を使ってロームルスとレムスの伝説の信憑性を確かめようとするプロットとなっている。当時もっとも有名になった作品は『見習い物語』（1978年）である。これは1976年から78年にかけて発表された、つながりのある中編群をまとめたものである。17世紀中期を舞台とし、一般向けに近いテーマを持った作品群は、賛否両論をもって受け止められた。ガーフィールドはそれを機に初期の作風に戻り、『ジョン・ダイアモンド』（1980年）や『テムズ川は見ていた』（1986年）を発表。『ジョン・ダイアモンド』では1980年度のウィットブレッド賞を獲得した。なお、彼はディケンズの未完の長編『エドウィン・ドルードの謎』を完結させている。
ガーフィールドは1985年に王立文学協会（Royal Society of Literature）のフェローに選出されている。1996年6月2日、かつて勤務したこともあるホイッティントン病院にて、癌のため死去。

## テーマ、影響、作風
ガーフィールドが児童向けに書いた小説は、いずれも歴史的時代を舞台にしている。初期作品では設定年代は多くの場合18世紀後半で、『ジョン・ダイアモンド』以降では19世紀が増えた。ただし、ガーフィールドにとって歴史的時代は単にキャラクターを動かす出発点なのであって、彼が史実や社会情勢を扱うことは稀である（2・3の小説では史実が扱われているが、作中人物たちの限られた認識力の範囲内で語られているに過ぎない）。
彼の歴史小説はチャールズ・ディケンズとロバート・ルイス・スティーヴンソンの影響を強く受けている。例えば"Jack Holborn"は登場人物たちが宝を求めて冒険旅行に出るというプロットが明らかに『宝島』を土台としているし、ガーフィールド自身が『バラントレーの若殿』の兄弟から着想を得たことを認めている。またガーフィールドは、個々の作品のアイディアだけでなく、「どちらかと言えば保守的な主人公」と「保守的な道徳から外れた強烈な個性を持つ脇役」を組み合わせる技法も、スティーヴンソンから継承している。「はみ出し者たちが助け合う家族として一つにまとまる」というプロットは、ディケンズに多くを負うものである（これは『ねらわれたスミス』、『テムズ川は見ていた』で最も明白に見られる）。またガーフィールドは、舞台を都会（多くの場合、ロンドン）に設定するという嗜好も、ディケンズと共有している。
ガーフィールドの父は、妻と離婚すると同時に息子とも縁を切っている。ガーフィールド研究家ロニ・ナトフ（Roni Natov）の見解では、この厳しい親子関係は作品に大きな影響を与えており、作中の父親像はガーフィールドを読み解く上で重要性が高い。ガーフィールド自身、この見解を一部認める発言をしている。

## 主要作品リスト
- Jack Holborn 1964
- Devil-in-the-Fog 1966 『霧の中の悪魔』（講談社、1971年）
- Smith 1967 『ねらわれたスミス』（岩崎書店、1974年）
- Black Jack 1968
- The Drummer Boy 1970 『少年鼓手』（福音館書店、1976年）
- The God Beneath the Sea 1970 （エドワード・ブリッシェンと合作）『ギリシア神話物語』（講談社、1975年）
- The Strange Affair of Adelaide Harris 1971
- The Ghost Downstairs 1972
- The Golden Shadow 1973 （エドワード・ブリッシェンと合作）『金色の影』（ぬぷん児童図書出版、1981年）
- The Prisoners of September 1975
- The Pleasure Garden 1976
- The Confidence Man 1978
- The Apprentices 1978 『見習い物語』（福武書店、1992年。岩波書店、2002年）
- John Diamond 1980 『ジョン・ダイアモンド』（ぬぷん児童図書出版、1985年）
- The Wedding Ghost 1985
- The December Rose 1986 『テムズ川は見ていた』（徳間書店、2002年）
- The Empty Sleeve 1988
- Blewcoat Boy 1988

## 参考資料
- H. Carpenter and M. Prichard, The Oxford Companion to Children’s Literature (Oxford: OUP, 1984)
- B. Copson, ‘Garfield, Leon (1921-1996) Oxford Dictionary of National Biography (OUP), Sept 2004; online edition Jan 2007
- R. Natov, Leon Garfield (New York: Twayne Publishers, 1994)
- J.R. Townsend, Written for Children (London: Penguin, ed. 3 1987)
- 『少年鼓手』（ガーフィールド著、高杉一郎訳、福音館書店、1976年）巻末「訳者あとがき」